# Liste der Geotope im Landkreis Bautzen
Diese Liste enthält die Geotope im Landkreis Bautzen.

| Name                                                                                             | Bild           | Geotop ID | Gemeinde / Lage | Beschreibung | Schutzstatus |
| ------------------------------------------------------------------------------------------------ | -------------- | --------- | --- | --- | ------------ |
| Engtal der Spree im Abgott                                                                       |                | 142       | Bautzen Am Nordrand der Stadt Bautzen | Oberlausitzer Gefilde, Lausitz-Riesengebirgsscholle Relief / Landschaft Enges Durchbruchstal (Charakter einer Skala) kurz von Öhna; zum Teil sehr schroffe Felshänge an der Spree (Abgottfels, Flinzfels); rechts aus Granodiorit, links aus hartem, grobkörnigem, porphyrischen Granodiorit; zu beiden Seiten Lamprophyrgänge in den Felswänden                               | FND          |
| Spreefelsen "Proitschenberg" (Protschenberg)                                                     | weitere Bilder | 143       | Bautzen Am Westrand Bautzen, östlich von Schmole | Oberlausitzer Gefilde, Lausitz-Riesengebirgsscholle Aufschluss Felsgebilde aus mittelkörnigem Grandiorit; herausmodellierter Teil der westwärts streichenden granitischen Sockelfläche, hier pleistozäne Überdeckung stärker abgetragen; Felsränder stürzen nach der Spree 15 - 20 m ab                                                                                        | FND          |
| Tertiärer Sandsteinbruch am Windmühlenberg                                                       |                | 149       | Bautzen 400 m östlich Oberförstchen | Oberlausitzer Gefilde, Lausitz-Riesengebirgsscholle Aufschluss, Steinbruch Steinbruch; dichter, spröder Sandstein der obermiozänen Braunkohlenformation; feine Kohlensande durch kieseliges Bindemittel zusammengekittet; schwach gelblich-bräunlich gefärbt durch Eisen; zahlreiche Risse, scharfkantiger Bruch                                                               | FND          |
| Steinbruch Ebendörfel (Steinbruch Jenichen & Pollacke (Bruch II))                                |                | 1116      | Bautzen, Ebendörfel Etwa 2,5 km südlich von Bautzen, zwischen den Orten Oberkaina und Boblitz, ca. 1 km östlich der Verbindungsstraße Bautzen - Sohland                                                                           | Oberlausitzer Bergland, Lausitz-Riesengebirgsscholle Aufschluss, Steinbruch Das Gestein (grauweißer, gleichmäßig mittelkörniger Granodiorit) ist in flache, nicht besonders regelmäßige Bänke, mit nach der Tiefe zunehmender Dicke, von 0,5-2,5m, abgesondert; Lamprophyrgänge                                                                                                | unbekannt    |
| Steinbruch Oberkaina I (Steinbruch Jenichen & Pollacke (Bruch I))                                |                | 1124      | Bautzen, Oberkaina Etwa 2,5 km südlich von Bautzen, zwischen den Orten Oberkaina und Boblitz, ca. 1 km östlich der Verbindungsstraße Bautzen - Sohland                                                                            | Oberlausitzer Gefilde, Lausitz-Riesengebirgsscholle Aufschluss, Steinbruch 2 Brüche mit anstehendem Biotitgranodiorit, gleichmäßg miittelkörnig und von grauweißer Farbe mit dunkelgrauen feinkörnigen Einschlüssen; Material kantig brechend, ansonsten gleiche Beschaffebheit wie Geotope 1115 und 1116                                                                      | unbekannt    |
| Steinbruch Oberkaina III (Steinbruch Jenichen & Pollacke (Bruch III))                            |                | 1115      | Bautzen, Oberkaina Etwa 2,5 km südlich von Bautzen, zwischen den Orten Oberkaina und Boblitz, ca. 700 m östlich der Verbindungsstraße Bautzen - Sohland                                                                           | Oberlausitzer Bergland, Lausitz-Riesengebirgsscholle Aufschluss, Steinbruch Steinbruch mit anstehendem gleichmäßig mittelkörnigem Granodiorit; grauweiß mit dunkelgrauen, feinkörnigen Einschlüssen; Absoderung in flache, regelmäßige Bänke (0,5 - 2,5 m Dicke); quaderartige Teilbarkeit nur teilweise gegeben                                                               | unbekannt    |
| Steinbruch Quatitz (Steinbruch Strauch)                                                          |                | 1134      | Bautzen, Quatitz Etwa 8 km nordöstlich von Bautzen, an der Verbindungsstraße Quatitz - Neumalsitz, ca. 2 km südlich von Quatitz, 50 m westlich der Straße am nordwestlich Talsperrenrand; möglicherweise durch Talsperre geflutet | Oberlausitzer Gefilde, Lausitz-Riesengebirgsscholle Aufschluss, Steinbruch Kleiner Steinbruch mit anstehendem gleichmäßig fein- bis mittelkörnigem Biotitgranodiorit; grauweiß, scharfkantiger Bruch; gute Bankung, Absonderung in bis 5 m langen Blöcken; Einfallen der Klüfte unter 10 °; sehr gute Teilbarkeit des Gesteins                                                 | unbekannt    |
| Steinbruch Napoleon Stein                                                                        |                | 1154      | Bischofswerda 1,5 km östlich vom nördlichen Ortsausgang von Goldbach | Westlausitzer Hügel- und Bergland, Lausitz-Riesengebirgsscholle Aufschluss, Steinbruch Anstehender mittelkörniger Biotitgranodiorit, grauweiß mit schwarzen Einsprengungen; Absonderung in regelmäßige, flache Bänke von 0,5 - 3 m Dicke; gute quaderartige Teilbarkeit; viele steile Klüfte; mehrere Lamprophyrgänge                                                          | unbekannt    |
| Goldbacher Berg (Steinbruch Pufe & Großmann)                                                     |                | 1092      | Bischofswerda Am Westrand der Stadt Bischofswerda, 2,5 km vom Bhf. Bischofswerda entfernt | Westlausitzer Hügel- und Bergland, Lausitz-Riesengebirgsscholle Aufschluss, Steinbruch Steinbruch mit mittelkörnigem, grauweißem Biotitgranodiorit (Westlausitzer); gleichmäßig in Korngröße und Farbe; drei Lamprophyrgänge und 1 aplitische Schliere (1,5 m breit, 10 m lang); Absonderung in flachen Bänken, steil einfallende Klüfte                                       | unbekannt    |
| Bischofswerdaer Stadtwald                                                                        |                | 848       | Bischofswerda 1 km nordöstlich Bischofswerda, 500 m südlich der Bahnlinie Dresden-Bautzen-Görlitz | Oberlausitzer Bergland, Lausitz-Riesengebirgsscholle Aufschluss, Gletscherschliff Gletscherschliff auf Zweiglimmergronodiorit (?) | unbekannt    |
| Weickersdorf                                                                                     |                | 847       | Bischofswerda, Weickersdorf 2 km südwestlich Fischermühle (OT Niederputzkau) | Westlausitzer Hügel- und Bergland, Lausitz-Riesengebirgsscholle Aufschluss Schmelwassersande | unbekannt    |
| Steinbruch Horka                                                                                 |                | 877       | Crostwitz, Horka bei Kamenz westlich von Horka; westlich der Straße Horka - Crostwitz | Oberlausitzer Heide- und Teichgebiet, Lausitz-Riesengebirgsscholle Aufschluss, Steinbruch Steinbruch, Kontakt zweier Granodiorite: 1. Biotit-Monzogranit, feinkörnig und muskovitführend, porphyrisch und 2. Biotit-Granodiorit, mittel bis grobkörnig, porphyrisch (Typ Kamenz)                                                                                               | unbekannt    |
| Kiesgrube mit Gebüsch                                                                            |                | 182       | Cunewalde 900 m südwestlich Haltepunkt Mittelcunewalde | Oberlausitzer Bergland, Lausitz-Riesengebirgsscholle Aufschluss, Kiesgrube Östlichster Teil d. Cunewalder-Wilthener Wanne; zusammenhängende Decke; mächtige Bänke von reinem grobem Kies und Geröllschutt ( bis30 m); reichlich nordisches Material (bis 0,5 m große Feuersteinknollen).                                                                                       | ND           |
| Weinberg                                                                                         |                | 868       | Cunewalde Zwischen OL Cunewalde und Buschmühle | Oberlausitzer Bergland, Lausitz-Riesengebirgsscholle Aufschluss Fortsetzung des unter Geotop 181 beschriebenen Quarzganges | unbekannt    |
| Gehölzgruppe auf Quarzitrücken am Kirchberg (Cunewalde, Quarzitsporn Weinberg mit Gipfelplateau) |                | 181       | Cunewalde Innerhalb der Ortslage Cunewalde, südlich des Frühlingsberges | Lausitz-Riesengebirgsscholle Relief / Landschaft Cunewalder Quarzriff genannt; 1 km langer Quarzgang und durchschnittliche Mächtigkeit; 40 m massiger, feinkörniger bis dichter, weißlichgrauer Quarzfels; daneben auch zellig-porös, wie zerfressen aussehend, zuweilen auch stenglig abgesondert                                                                             | ND           |
| Granitklippen auf dem Hochstein                                                                  |                | 183       | Cunewalde genaue Lage unbekannt | Lausitz-Riesengebirgsscholle Aufschluss Östlicher Eckpfeiler d. Czornebohzuges; auf d. Gipfel eine Reihe von Felstürmen mit eckigen Kanten; plattig abgesonderter Granodiorit und matratzenartige Schichtung; zahlr. Einschlüsse kontaktmetam. Grauwacke; nach S Blockmeer. | FND          |
| Steinbruch Domschke                                                                              |                | 1113      | Cunewalde, Schönberg bei Löbau Am Südwesthang des Czorneboh, 500 m östlich der Verbindungsstraße Cunewalde - Schönberg - Pielitz, etwa 500 m vor dem nördlichen Ortseingang von Schönberg                                         | Oberlausitzer Bergland, Lausitz-Riesengebirgsscholle Aufschluss, Steinbruch Steinbruch mit anstehendem Lausitzer Granodiorit, gleichmäßig mittelkörnig; grauweiß mit schwarzen Einsprengungen; Absonderung in unregelmäßigen, flachen Blöcken von 0,5 - 3 m Dicke; gute quaderartige Teilbarkeit in horizontale Richtung; mehrere Lamprophyrgänge                              | unbekannt    |
| Steinbruch Thumitz                                                                               |                | 1152      | Demitz-Thumitz Südlich von Demitz-Thumitz, am Nordhang des Klosterberges, 200 m südlich der Bahnlinie Dresden-Bautzen-Görlitz | Oberlausitzer Gefilde, Lausitz-Riesengebirgsscholle Aufschluss, Steinbruch Steinbruch mit Westlausitzer oder Demitzer Granodiorit, mittelkörnig, grauweiß; dunkle Kugelschlieren und dunkle Einschaltungen selten; flache Blöcke (0,3 - 3 m); besonders gute Teilbarkeit, noch in Betrieb                                                                                      | unbekannt    |
| Steinbruch Kloster (Steinbruch Sparmann)                                                         |                | 1149      | Demitz-Thumitz Am Westhang des Klosterberges, etwa 2 km südlich des Ortes Demitz - Thumitz, unweit der Eisenbahnlinie Dresden - Bautzen - Görlitz                                                                                 | Oberlausitzer Bergland, Lausitz-Riesengebirgsscholle Aufschluss, Steinbruch Das im Bruch anstehende Granitgestein ist typisch für die Gegend um den Klosterberg; Schmelzen im Anschluß an die assyntische Faltung; mittelkörnig, bläulichweißgrau; gute Teilbarkeit durch Klüfte, bankige Absonderung                                                                          | unbekannt    |
| Steinbruch Thumitz Berg I                                                                        |                | 1141      | Demitz-Thumitz Südlich Demitz-Thumitz, am Nordhang des Klosterberges | Oberlausitzer Gefilde, Lausitz-Riesengebirgsscholle Aufschluss, Steinbruch Aufstieg granitoider Magmen im Anschluß an die assyntische Faltung, Aufschmelzen der unteren Bereiche der Lausitzer Grauwacken; Steinbruch 130 x 90 m, Tiefe max. 65 m; Abbau des Granites in Blöcken                                                                                               | unbekannt    |
| Gletscherschliffe am Bahnhof                                                                     |                | 849       | Demitz-Thumitz Am nordwestlich Ortsausgang Demitz-Thumitz, 100 m südlich der Bahnlinie Dresden-Bautzen-Görlitz | Oberlausitzer Gefilde, Lausitz-Riesengebirgsscholle Aufschluss, Gletscherschliffe Schöne Gletscherschliffe auf Granit mit zahlreichen, geringmächtigen und spiegelglatten Aplitgängen; gut geglättete und gerundete Flächen und wohlerhaltene, parallel laufende Kritzen, Schrammen, Furchen und feine Ritzlinien                                                              | unbekannt    |
| Steinbruch Thumitz Berg II                                                                       |                | 1142      | Demitz-Thumitz Südlich Demitz-Thumitz, am Nordhang des Klosterberges | Oberlausitzer Bergland, Lausitz-Riesengebirgsscholle Aufschluss, Steinbruch Mittelkörniger Biotitgranodiorit; grauweiß mit schwarzen Einsprenglingen; genaueres siehe Geotop 1141 | unbekannt    |
| Steinbruch Stein                                                                                 |                | 1153      | Demitz-Thumitz Östlich des Klosterberges, etwa 700 m südlich der Eisenbahnlinie Dresden - Bautzen - Görlitz | Oberlausitzer Gefilde, Lausitz-Riesengebirgsscholle Aufschluss, Steinbruch Steinbruch mit Westlausitzer oder Demitzer Granodiorit; mittelkörnig, hellgrau; Absonderung in ca. 3,5 m mächtigen Bänken; Stillegung 1945/46 | unbekannt    |
| Kanzel                                                                                           |                | 1155      | Demitz-Thumitz Östlich des Klosterberges, etwa 1 km südöstlich der Eisenbahnlinie Dresden - Bautzen - Görlitz | Oberlausitzer Gefilde, Lausitz-Riesengebirgsscholle Aufschluss, Steinbruch Steinbruch mit mittelkörnigem Granodiorit; hellgraue Farbe;Lamprophyrgänge und ein Aplitgang (etwa 2 -3 m mächtig, aber nicht geradlinig streichend); im oberen Bereichen Absonderung in bis zu 4 m mächtigen Bänken; Material technisch einwandfrei                                                | unbekannt    |
| Jungfernstein I und II                                                                           |                | 1156      | Demitz-Thumitz 800 m südwestlich Cossern, 1 km südlich der Bahnlinie Dresden-Bautzen-Görlitz | Oberlausitzer Gefilde, Lausitz-Riesengebirgsscholle Aufschluss, Steinbruch Zwei Steinbrüche, durch Störung getrennt; mittelkörniger, bläulichgrauer Granodiorit (Westlausitzer) in Bänken abgesondert; Schmelzen im Anschluß an die assyntische Faltung; eine gute quaderartige Teilbarkeit durch Klüfte; vier Lamprophyrgänge                                                 | unbekannt    |
| Steinbruch Bolbritz                                                                              |                | 1147      | Demitz-Thumitz Am Westhang des Klosterberges, 1 km südlich Demitz-Thumitz | Oberlausitzer Bergland, Lausitz-Riesengebirgsscholle Aufschluss, Steinbruch Steinbruch, Westlausitzer Biotitgranodiorit, Schmelzen im Anschluß an die assyntische Faltung; weißgraues, mittelkörniges Gesteint; häufig dunkle Kugelschlieren und Einschlüsse | unbekannt    |
| Steinbruch Vincentius                                                                            |                | 1150      | Demitz-Thumitz Am Westhang des Klosterberges, etwa 2 km südlich des Ortes Demitz - Thumitz, unweit der Bahnlinie Dresden - Bautzen - Görlitz                                                                                      | Oberlausitzer Gefilde, Lausitz-Riesengebirgsscholle Aufschluss, Steinbruch Steinbruch mit Westlausitzer oder Demitzer Granodiorit; gleichmäßiger, hellgrauer mittelkörniger Biotitgranodiorit bestehend aus Quarz, Feldspat und schwarzem Biotit; Schmelzen im Anschluß an die assyntische Faltung; bankige Absonderung                                                        | unbekannt    |
| Sandgrube Medewitz                                                                               |                | 187       | Demitz-Thumitz, Medewitz | Oberlausitzer Gefilde, Lausitz-Riesengebirgsscholle Aufschluss | FND          |
| Gipfelklippen des Ohorner Steinberges                                                            |                | 641       | Elstra 1,5 km westlich Kindisch | Westlausitzer Hügel- und Bergland, Lausitz-Riesengebirgsscholle Aufschluss, Felsenklippen und Blockmeer Gehört zum Hochstein - Steinberg - Rücken; Felsenklippen wie Hochstein (siehe Geotop 640); fein- bis mittelkörniger Biotitgranodiorit in plattig übereinandergetürmten Felspartien; an den Hängen Blockmeer; verstärkter Abbau des Granodiorites                       | ND           |
| Steinbruch am Hochstein (Steinbruch Buschbauer, Granitwerk am Hochstein, Steinbruch Kindisch)    |                | 1093      | Elstra, Kindisch Am Osthang des Hochsteins, 500 m südwestlich von Kindisch | Westlausitzer Hügel- und Bergland, Lausitz-Riesengebirgsscholle Aufschluss, Steinbruch Biotitgranodiorit (Westlausitzer Granodiorit) ist mittelkörnig und von grauweißer Farbe; Randbereich zur Grauwacke an der Nordwand der 3. Sohle aufgeschlossen (Grauwackenhornfels, steil gestellt und gefaltet); Absonderung in unregelmäßige flache Bänke                             | unbekannt    |
| Steinbruch am Ohorner Steinberg (Steinbruch Kindisch, Steinbruch Rietscher)                      |                | 1094      | Elstra, Kindisch Nordwestlich Kindisch, 500 m von der Verbindungsstraße Rauschwitz - Rehnsdorf entfernt, am Nordosthang des Ohorner Steinberges                                                                                   | Westlausitzer Hügel- und Bergland, Lausitz-Riesengebirgsscholle Aufschluss, Steinbruch Anstehender mittelkörniger Biotitgranodiorit von grauweißer Farbe und schwarzen Einsprengungen; Absonderung in regelmäßigen flachen Bänken von 0,5 - 4 m großen Blöcken; große Blöcke häufig; gute quaderartige Teilbarkeit, annähernd horizontal; 2 Lamprophyrgänge                    | unbekannt    |
| Steinbruch Hoffnung                                                                              |                | 1074      | Elstra, Kindisch Nordwestlich Kindisch, unweit der Landstraße Kamenz - Bischofswerda | Westlausitzer Hügel- und Bergland, Lausitz-Riesengebirgsscholle Aufschluss, Steinbruch Mittelkörniger Biotitgranodiorit, grauweiß mit schwarzen Einsprengungen und kleinkörnigen Kugelschlieren; Absonderung in regelmäßigen, flachen Bänken von 0,5 - 2 m Dicke; mehrere Lamprophyrgänge; Südwest-Teil des Bruches Aplitgang, etwa 7 cm mächtig                               | unbekannt    |
| Quelle bei Rauschwitz (Elsterquelle am Sauloch)                                                  | weitere Bilder | 645       | Elstra, Rauschwitz südlich Kindisch, oberhalb d. A4 | Lausitz-Riesengebirgsscholle Quelle, Quelle Elsterquelle am Sauloch; eingetragene Quelle der Weißen Elster am südöstlichen Hang des Höhenzuges "Ohorner Steinberg-Hochstein-Tanneberg"; das Gestein ist der mittelkörnige Demitzer Granodiorit | ND           |
| Gipfelklippen des Hochsteins (Sybillenstein)                                                     | weitere Bilder | 640       | Elstra, Rauschwitz 1 km südwestlich vom Ortsausgang Kindisch, am Nördlichen Kammweg | Westlausitzer Hügel- und Bergland, Lausitz-Riesengebirgsscholle Aufschluss, Felsenklippen Fein- bis mittelkörnig; 6 - 8 m hohe Klippen mit matratzenähnlichen Gesteinsformen, durch Verwitterungsvorgänge besonders an Klüftsystemen Klippen herausmodelliert; am Fuß Blockschuttmeer; auf obersten Platten Vertiefungen; Lamprophyrgang                                       | ND           |
| Seitschener Skala und Burgwall                                                                   |                | 175       | Göda, Bautzen Südwestlich Großseitschen | Oberlausitzer Gefilde, Lausitz-Riesengebirgsscholle Aufschluss Das "Lange Wasser" durchbricht südlich von Seitschen einen Granodioritriegel, an dessen Oberkante sich südöstlich des dortigen Gutes ein kleiner sichelförmiger Wall von etwa 50 m Durchmesser erhebt; Wallhöhen ca. 10 m                                                                                       | FND          |
| Steinbruch Göda (Steinbruch Rodewald)                                                            |                | 1126      | Göda Ca. 400 m westlich der Verbindungsstraße Göda - Buscheritz, bzw. 500 m nördlich von Göda | Oberlausitzer Gefilde, Lausitz-Riesengebirgsscholle Aufschluss, Steinbruch Steinbruch mit Westlausitzer Granodiorit, mittelkörnig und graue Farbe; gleichmäßiges Gefüge und gute Härte des Gesteins; dünnbankige Absonderung; vier, ca. Nordwest-südost-streichende Lamprophyrgänge                                                                                            | unbekannt    |
| Steinbruch Moschner                                                                              |                | 1112      | Göda, Muschelwitz Ca. 800 m nordöstlich der Ortschaft Prischwitz, etwa 250 m südöstlich des Ortsteiles Muschelwitz, (Verbindungsstraße Kamenz - Bautzen)                                                                          | Oberlausitzer Gefilde, Lausitz-Riesengebirgsscholle Aufschluss, Steinbruch Der Granodioritt ist in flache Bänke, von 2 - 4 m Dicke, abgesondert; ein südöstlich streichender, dunkler, 0,5 m mächtiger, stark zerstückelter Gesteinsgang (Lamprophyr) wurde beobachtet | unbekannt    |
| Nedaschützer Skala (Engtal der Nedaschützer Skala)                                               | weitere Bilder | 144       | Göda, Nedaschütz Unmittelbar nördlich Spittwitz | Oberlausitzer Gefilde, Lausitz-Riesengebirgsscholle Relief / Landschaft, Durchbruchtal Durchbruchstal des Schwarzwasser-Flusses; 30 m tief und 350 m langer Taleinschnitt in den Lausitzer Granodiorit; im Quartär suchten sich die Schmelzwässer des pleistozänen Inlandeises nach der Verschüttung der alten Hohlformen durch die Moränen neue Abflußbahnen                  | FND          |
| Großer Stein Sollschwitz                                                                         |                | 871       | Göda, Sollschwitz bei Bautzen 400 m östlich Sollschwitz | Oberlausitzer Gefilde, Lausitz-Riesengebirgsscholle Aufschluss Granodiorit | FND          |
| Sandberg Adolfshütte                                                                             |                | 146       | Großdubrau, Crosta südwestlich Adolfshütte; südöstlich Wuschiksteich - nordöstlich Wuckranteich | Oberlausitzer Gefilde, Lausitz-Riesengebirgsscholle Aufschluss Kaolingrube mit anstehendem kaolinisch verwittertem, mittel- bis grobkörnigen porphyrischen Granodiorit (Kaolinton); Verwitterung infolge Durchwässerung; 20 bis 40 m tiefer Kaolinton (Kaolinwerk südlich von Crosta); bis zu 5 m Tiefe gelb gefleckt                                                          | FND          |
| Karschberg                                                                                       |                | 875       | Großnaundorf 1,2 km nördlich Großnaundorf | Westlausitzer Hügel- und Bergland, Lausitz-Riesengebirgsscholle Aufschluss Westlausitzer Granodiorit | unbekannt    |
| Gipfelklippen des Kleinen Keulenberges (Keulenberg)                                              |                | 639       | Großnaundorf 2,3 km nordwestlich Oberlichtenau; ev. identisch mit Geotop 638 | Westlausitzer Hügel- und Bergland, Lausitz-Riesengebirgsscholle Aufschluss, Felsenklippen, Gipfelklippe Gipfelklippen, Lausitzer Zweiglimmergranodiorit | ND           |
| Steinbruch Albert                                                                                |                | 1114      | Großpostwitz, Cosul Etwa 2,5 km nordöstlich von Großpostwitz, an der Verbindungsstraße Großpostwitz - Cosul - Großkunitz, ca. 500 m östlich von Cosul                                                                             | Oberlausitzer Bergland, Lausitz-Riesengebirgsscholle Aufschluss, Steinbruch Steinbruch mit anstehendem gleichmäßig mittelkörnigem Granodiorit; graue Farbe mit dunkelgrauen, feinkörn. Einschlüssen; Absonderung in 0,5 - 3 m mächtigen Bänken; Diagonalklüfte verursachen unregelmäßige Spaltung des Gesteins                                                                 | unbekannt    |
| Granodiorit von Hauswalde                                                                        |                | 899       | Großröhrsdorf, Hauswalde 500 m vom westlich vom nördl. Ortsausgang Hauswalde, östlich des Hauffensberg | Westlausitzer Hügel- und Bergland, Lausitz-Riesengebirgsscholle Aufschluss, aufgelassener Steinbruch Kleiner Steinbruch am Hauffensberg; laut Geologicher Karte Zweiglimmer-Granodiorit (Anatexit); Gefüge fein- bis mittelkörnig und regellos (streifig-flasrig gneisartig), unregelmäßig-polyedrische Absonderung                                                            | unbekannt    |
| Steinbruch Großer Berg                                                                           |                | 1080      | Haselbachtal, Bischheim-Häslich Im Nordteil des Ortes Häslich, 400 m von der Straße Bischheim - Reichenbach entfernt | Westlausitzer Hügel- und Bergland, Lausitz-Riesengebirgsscholle Aufschluss, Steinbruch Der Granodiorit ist gleichmäßig in Korngröße, nicht selten enthält er kleinkörnige, dunkle Kugelschlieren und dunkle Einschlüsse; im mittleren Teil ein nach Süden streichender 1,5 m mächtiger Lamprophyrgang                                                                          | unbekannt    |
| Gipfelklippen des Wüsteberges                                                                    |                | 636       | Haselbachtal, Bischheim-Häslich 1 km westlich vom Ortsausgang Gelenau | Westlausitzer Hügel- und Bergland, Lausitz-Riesengebirgsscholle Aufschluss, Felsenklippen, Gipfelklippen Kleine Klippen aus Grauwacken der Wüsteberg-Serie; känozoische Heraushebung mit steilen, jungen Reliefformen | ND           |
| Gipfelklippen des Hofberges (Hofeberg)                                                           |                | 637       | Haselbachtal, Bischheim-Häslich 700 m südwestlich Ortsausgang Gelenau | Westerzgebirge, Lausitz-Riesengebirgsscholle Aufschluss, Felsenklippen Grauwacken | ND           |
| Steinbruch am Mühlberg (Steinbruch Rietscher)                                                    |                | 1068      | Haselbachtal, Bischheim-Häslich Etwa 8 km südwestlich von Kamenz, unmittelbar an der Landstraße Häslich-Reichenbach In Höhe des Ortes Häslich                                                                                     | Westlausitzer Hügel- und Bergland, Lausitz-Riesengebirgsscholle Aufschluss, Steinbruch Biotitgranodiorit; zwischen beiden Brüchen ist eine faule Wand, einige Meter breit, stehengeblieben; durch diese streicht ein Aplitgang hindurch; in seiner Umgebung ist der Granodiorit stark durchbewegt und zersetzt                                                                 | ND           |
| Steinbruch Rietschel (Steinbruch Bischheim-Häslich)                                              |                | 1062      | Haselbachtal, Bischheim-Häslich 700 m südwestlich von Bischheim | Westlausitzer Hügel- und Bergland, Lausitz-Riesengebirgsscholle Aufschluss, Steinbruch Im Steinbruch steht ein mittelkörniger Biotitgranodiorit an; der Abraum besteht aus Grus und verwitterten Blöcken und ist 3 bis 8m mächtig | ND           |
| Steinbruch am Mühlweg (Steinbruch Häslich)                                                       |                | 1070      | Haselbachtal, Bischheim-Häslich Nordwestlich Häslich, ca. 350 m nördlich der Hauptstraße Bischheim - Königsbrück, direkt am Mühlweg gelegen                                                                                       | Westlausitzer Hügel- und Bergland, Lausitz-Riesengebirgsscholle Aufschluss, Steinbruch Mittelkörniger Biotitgranodiorit | ND           |
| Steinbruch am Mühlberg (Steinbruch Schäfer)                                                      |                | 1069      | Haselbachtal, Bischheim-Häslich Südlich von Häslich, 150 m nördlich vom Mühlberg | Westlausitzer Hügel- und Bergland, Lausitz-Riesengebirgsscholle Aufschluss, Steinbruch Der Steinbruchbetrieb besteht aus zwei Steinbrüchen; das aufgeschlossene Gestein ist ein mittelkörniger Biotitgranodiorit | ND           |
| Steinbruch Prelle und Quaige (Steinbruch Bischheim-Häslich)                                      |                | 1064      | Haselbachtal, Bischheim-Häslich 3 m nördlich von Häslich, am Mühlweg | Westlausitzer Hügel- und Bergland, Lausitz-Riesengebirgsscholle Aufschluss, Steinbruch Das aufgeschlossene Gestein ist ein mittelkörniger Biotitgranodiorit; der Abraum ist unterschiedlich von 1 bis 8m mächtig, durchschnittlich 3m; er besteht aus Granodioritgrus und rundlichen Granodioritblöcken                                                                        | ND           |
| Steinbruch Galgsberg (Steinbruch Rietscher)                                                      |                | 1071      | Haselbachtal, Bischheim-Häslich Südwestlich von Bischheim, 1,5 km westlich vom Bhf. Bischheim - Gersdorf | Westlausitzer Hügel- und Bergland, Lausitz-Riesengebirgsscholle Aufschluss, Steinbruch Im Steinbruch ist ein mittelkörniger Biotitgranodiorit, von grauweißer Farbe mit schwarzen Einsprengungen, aufgeschlossen; das Gestein enthält dunkle Kugelschlieren und dunkle kalksilikatische Einschlüsse                                                                            | ND           |
| Granitsteinbruch Häslich (Häslich Berg)                                                          |                | 1057      | Haselbachtal, Bischheim-Häslich Im Nordteil von Häslich, an der Straße Königsbrück - Schwosdorf (Mühlweg) | Westlausitzer Hügel- und Bergland, Lausitz-Riesengebirgsscholle Aufschluss, Steinbruch Der aufgeschlossene mittelkörnige Biotitgranodiorit ist gleichmäßig in Korngröße, Farbe und Mineralbestand | ND           |
| Burgstall (Steinbruch Gierisch)                                                                  |                | 1090      | Haselbachtal, Möhrsdorf südöstlich von Möhrsdorf, etwa 1 km östlich von Obersteina | Westlausitzer Hügel- und Bergland, Lausitz-Riesengebirgsscholle Aufschluss, Steinbruch Der Granodiorit ist gleichmäßig in seiner Korngröße; seine Farbe ist grauweiß mit schwarzen Einsprengungen; dunkle, kleinkörnige Kugelschlieren und dunkle Einschlüsse, einige Zentimeter groß, sind vorhanden                                                                          | unbekannt    |
| Steinbruch Reichenau (Steinbruch Kühne)                                                          |                | 1059      | Haselbachtal, Reichenau an der Pulsnitz Östlicher Ortsausgang von Reichenau, etwa 500 m südlich der Landstraße Reichenau - Reichenbach                                                                                            | Westlausitzer Hügel- und Bergland, Lausitz-Riesengebirgsscholle Aufschluss, Steinbruch Mittelkörniger Biotitgranodiorit | ND           |
| Steinbruch Rietscher                                                                             |                | 768       | Haselbachtal, Reichenbach bei Reichenau westlich von Reichenbach | Westlausitzer Hügel- und Bergland, Lausitz-Riesengebirgsscholle Aufschluss, Steinbruch Im Steinbruch ist ein grauweißer Biotitgranodiorit mit schwarzen Einsprengungen aufgeschlossen | unbekannt    |
| Gehölz mit Bauernsteinbruch bei Breitendorf                                                      |                | 180       | Hochkirch, Breitendorf Ortslage Breitendorf | Oberlausitzer Gefilde, Lausitz-Riesengebirgsscholle Relief / Landschaft | ND           |
| Feldgehölz mit Steinrücken südlich Klunker                                                       |                | 179       | Hochkirch, Breitendorf Ortslage Breitendorf | Oberlausitzer Gefilde, Lausitz-Riesengebirgsscholle Relief / Landschaft | ND           |
| Granitklippen an der Krujatzmühle (Krujatzmühle)                                                 |                | 163       | Hochkirch Ortsmitte von Hochkirch | Oberlausitzer Gefilde, Lausitz-Riesengebirgsscholle Aufschluss | FND          |
| Steinberg                                                                                        |                | 884       | Hoyerswerda 1,5 km östlich Schwarzkollm | Königsbrück-Ruhlander Heide, Lausitz-Riesengebirgsscholle Aufschluss, Steinbruch Steinbruch Kontakt Grauwacke / Granit, PR/C | FND          |
| Quelle im Büschchen am Vogelberg (Brauna-Liebenau)                                               |                | 647       | Kamenz, Brauna 1,5 km westlich Brauna, nordwestlich vom Vogelberg | Westlausitzer Hügel- und Bergland, Lausitz-Riesengebirgsscholle Quelle, Quelle Quelle im Büschchen | ND           |
| Windmühlenberg (Endmoräne)                                                                       |                | 625       | Kamenz, Cunnersdorf bei Kamenz 200 m nordöstlich Cunnersdorf | Königsbrück-Ruhlander Heide, Lausitz-Riesengebirgsscholle Relief / Landschaft, Kiesmoräne mit Blockpackung | ND           |
| Gefaltete Grauwacke am Vogelberg                                                                 |                | 456       | Kamenz, Großnaundorf Schönteichen, OT Brauna u. Liebenau; westlich von Kamenz, südöstlich von Liebenau; am Nordwesthang des Vogelberges                                                                                           | Westlausitzer Hügel- und Bergland, Lausitz-Riesengebirgsscholle Aufschluss, Steinbruch Gut aufgeschlossene Grauwacken und Pelite der Kamenzer Serie (dunkelblaugrau); cadomisch verfaltet (Nord-vergenter, isoklinaler Fatenbau - Ost-West-streichende Achsen); später mehrmalige tektonische Beanspruchung (Zerklüftungen); Eindringen von Lamprophyren                       | ND           |
| Dachsberg im Spittelforst                                                                        |                | 616       | Kamenz genaue Lage unbekannt | Westerzgebirge, Lausitz-Riesengebirgsscholle Relief / Landschaft, Rundhöcker | ND           |
| Forststeinbruch                                                                                  |                | 1085      | Kamenz Östlich von Kamenz, 2 km östlich von der Straße Kamenz - Bautzen | Westlausitzer Hügel- und Bergland, Lausitz-Riesengebirgsscholle Aufschluss, Steinbruch Der Granodiorit führt Körnchen vom Pyrit | unbekannt    |
| Kamenzer Eulenfelsen (Eule/Grauwackenaufschluß)                                                  | weitere Bilder | 459       | Kamenz | Lausitz-Riesengebirgsscholle Aufschluss, Felsen | ND           |
| Vogelberg (Steinbruch Medack)                                                                    |                | 1084      | Kamenz Südöstlicher Ortsausgang von Kamenz, etwa 200 m nördlich der Verbindungsstraße Kamenz - Bautzen | Westlausitzer Hügel- und Bergland, Lausitz-Riesengebirgsscholle Aufschluss, Steinbruch Biotitgranodiorit; an der westlichen Bruchwand ist in höheren Teilen stark klüftiges und unfrisches Gestein aufgeschlossen; ein Aplitgang, 2 - 10 cm mächtig, nach Südosten streichend, wurde beobachtet                                                                                | unbekannt    |
| Rundhöcker der Steinberge (Steinberge, Spittelforst)                                             |                | 614       | Kamenz 1,8 km südöstlich der Ortsmitte Kamenz, 700 m nördlich der Verbindungsstraße Kamenz-Nebelschütz | Westlausitzer Hügel- und Bergland, Lausitz-Riesengebirgsscholle Relief / Landschaft, Rundhöcker Grundgebirge als grobkörnig-porphyrische Granodiorite in der Elstereiszeit zweimal von nordischem Inlandeis überfahren; erst Inlandeis der Saale-Eiszeit formte Rundhöcker; hauptsächlich länglich geformt in der Richtung des nordost-südwest-gerichteten Eisschubs           | ND           |
| Sandberg (Granitbruch Sparmann)                                                                  |                | 1086      | Kamenz Am östlichen Kamenzer Stadtrand | Westlausitzer Hügel- und Bergland, Lausitz-Riesengebirgsscholle Aufschluss, Steinbruch Im Steinbruch ist ein grobkörniger, porphyrartiger Biotitgranodiorit aufgeschlossen; der Steinbruch wird von zwei dunklen, bis zu 1m mächtigen, Lamprophyrgängen durchsetzt. sie streichen von Ostnordost nach Westsüdwest                                                              | unbekannt    |
| Felsen an der Kukucksburg (Kuckucksburg)                                                         |                | 458       | Kamenz Südlicher Ortsrand von Kamenz | Westlausitzer Hügel- und Bergland, Lausitz-Riesengebirgsscholle Aufschluss, Felsen Grauwacke | ND           |
| Sandberg (Granitbruch Gierisch)                                                                  |                | 1087      | Kamenz Im Nordosten von Kamenz, 100 m östlich der Hauptstraße Pulsnitz - Hoyerswerda, am Sandberg gelegen | Westlausitzer Hügel- und Bergland, Lausitz-Riesengebirgsscholle Aufschluss, Steinbruch Der anstehende Granodiorit ist hellgrau, grobkörnig und porphyrartig; durch den nordwestlichen Teil des Bruches streicht ein Lamprophyrgang; seine Mächtigkeit beträgt 1 - 1,8 m | unbekannt    |
| Anglerloch im Spittelforst                                                                       |                | 615       | Kamenz genaue Lage unbekannt | Westlausitzer Hügel- und Bergland, Lausitz-Riesengebirgsscholle Relief / Landschaft, Rundhöcker | ND           |
| Mühlberg von Schönbach                                                                           |                | 626       | Kamenz, Schönbach bei Kamenz Nach Koordinaten 300 m östlich Schönbach, nördl. der Verbindungsstraße Schönbach-Cunnersdorf | Königsbrück-Ruhlander Heide, Lausitz-Riesengebirgsscholle Relief / Landschaft, Moräne Rückenartige Moräne mit Queraufschluß | ND           |
| Schulberg                                                                                        |                | 624       | Kamenz, Schönbach bei Kamenz 250 m westlich Schönbach, 600 m Nnordwestlich der Buschhäuser | Königsbrück-Ruhlander Heide, Lausitz-Riesengebirgsscholle Relief / Landschaft, rückenartige Moräne Rückenartige Moräne | ND           |
| Grauwackenklippen Schwosdorf                                                                     |                | 880       | Kamenz, Schwosdorf 100 m nordöstlich vom Ortsausgang Schwosdorf an der Verbindungsstraße Schwosdorf-Lückersdorf | Westlausitzer Hügel- und Bergland, Lausitz-Riesengebirgsscholle Aufschluss Grauwackenklippen mit Faltung | unbekannt    |
| Steinbruch Schwosdorf (Steinbruch Richter & Steglich)                                            |                | 1058      | Kamenz, Schwosdorf Westnördlich von Schwosdorf | Westlausitzer Hügel- und Bergland, Lausitz-Riesengebirgsscholle Aufschluss, Steinbruch Im Steinbruch steht ein mittelkörniger Biotitgranodiorit an | unbekannt    |
| Biwacksteine (Biwacksteine, Spittelforst)                                                        |                | 617       | Kamenz genaue Lage unbekannt | Westerzgebirge, Lausitz-Riesengebirgsscholle Relief / Landschaft, Rundhöcker | ND           |
| Hasenberg                                                                                        |                | 879       | Kamenz, Wiesa 1,3 km westlich Nebelschütz, 140 m südlich der Verbindungsstraße Nebelschütz Kamenz | Westlausitzer Hügel- und Bergland, Lausitz-Riesengebirgsscholle Aufschluss, Tongrube Tongrube (Tonmächtigkeit 10 - 17 m); Umlagerungsprodukt des darunterliegenden Kaolins; sehr viele tertiäre Pflanzenreste in den Schlufflinsen geben Hinweis auf Vegetation und Klima des Untermiozäns (Waldvegetation); im Hangenden gelegentlich Stubben                                 | unbekannt    |
| Steinbruch Müller (Steinbruch Wiesa)                                                             |                | 1083      | Kamenz, Wiesa Mordöstlich Wiesa, direkt am Ortseingang, unmittelbar an der Verbindungsstraße Kamenz - Bautzen | Westlausitzer Hügel- und Bergland, Lausitz-Riesengebirgsscholle Aufschluss, Steinbruch Hellgrauer, grobkörniger, porphyrhaltiger Biotitgranodiorit; im Westen und Südwesten stehen zwei Grauwackeneinschlüsse an, deren Material stark zerklüftet ist; in der Nordost-Wand des Bruches zieht sich ein etwa 2 m breiter Lamprophyrgang hin                                      | unbekannt    |
| Steinbruch Pufe & Co. Wiesa (Steinbruch Wiesa)                                                   |                | 1082      | Kamenz, Wiesa 800 m westlich Gelenau | Westlausitzer Hügel- und Bergland, Lausitz-Riesengebirgsscholle Aufschluss, Steinbruch Biotitgranodiorit; ein etwa 1,5m mächtiger dunkler Lamprophyrgang durchzieht die westliche Bruchwand | unbekannt    |
| Steinbruch Wiesa (Steinbruch Kühne)                                                              |                | 1072      | Kamenz, Wiesa 600 m östlich Wiesa | Westlausitzer Hügel- und Bergland, Lausitz-Riesengebirgsscholle Aufschluss, Steinbruch Im Steinbruch ist ein heller, grauweißer (mit kleinen schwarzen Einsprengungen) Granodiorit aufgeschlossen; der Korngröße nach ist er als grobkörnig und porphyrartig zu bezeichnen | unbekannt    |
| Teufelsstein                                                                                     |                | 507       | Kamenz, Zschornau 1 km südöstlich Biehla | Oberlausitzer Heide- und Teichgebiet, Lausitz-Riesengebirgsscholle Aufschluss Granodioriteinsprengung in die Lausitzer Grauwacke von ca. 10 m Durchmesser | ND           |
| Steinbruch am Viehweg (Steinbruch Bergmann)                                                      |                | 671       | Königsbrück, Gräfenhain Am nördlichen Ortsausgang von Gräfenhain, ca. 150 m westlich der Verbindungsstraße Gräfenhain-Königsbrück, am Viehweg (Südseite)                                                                          | Königsbrück-Ruhlander Heide, Lausitz-Riesengebirgsscholle Aufschluss, Steinbruch Das Gestein ist grauweiß mit schwarzen Einsprengungen, gleichmäßig, frisch und fest; dunkle Kugelschlieren und Einschlüsse sind selten | unbekannt    |
| An der Scheibe (Scheibe (Eisold))                                                                |                | 505       | Königsbrück, Gräfenhain Etwa 300 m nordwestlich des Ortes Gräfenhain, ca. 250 m westlich der Verbindungsstraße Gräfenhain - Königsbrück, 400 m südöstlich Scheibischer Berg                                                       | Königsbrück-Ruhlander Heide, Lausitz-Riesengebirgsscholle Aufschluss Westlausitzer (Demitzer) mittelkörniger Granodiorit mit schwarz-braunen Biotiten, grauen Quarzen und grau bis milchigweißen Feldspäten; durchzogen von basischen, dunklen bis bläulichgrauen Ganggesteinen                                                                                                | ND           |
| Granitsteinbruch Gräfenhain (Steinbruch Richter)                                                 |                | 1060      | Königsbrück, Gräfenhain Am nördlichen Ortsausgang von Gräfenhain, ca. 200 m westlich der Verbindungsstraße Gräfenhain - Königsbrück, am Vieweg (Nordseite)                                                                        | Königsbrück-Ruhlander Heide, Lausitz-Riesengebirgsscholle Aufschluss, Steinbruch Vorhanden sind zwei Brüche, alt und neu, die in geringer Entfernung zueinander liegen; der alte Bruch wurde 1941 stillgelegt, da keine Abraumschütt- und Erweiterungsmöglichkeiten vorhanden waren, der neue Bruch wurde 1947 eröffnet                                                        | ND           |
| Steinbruch Pufe & Co.                                                                            |                | 1061      | Königsbrück, Laußnitz 2 km östlich von Laußnitz, zwischen Laußnitz und Gräfenhain | Königsbrück-Ruhlander Heide, Lausitz-Riesengebirgsscholle Aufschluss, Steinbruch Der anstehende Granodiorit ist gleichmäßig in seiner Korngröße und hat eine weißlichgraue, grau und schwarz gesprenkelte Farbgebung | ND           |
| Granitbruch Zeidler                                                                              |                | 1063      | Königsbrück, Laußnitz 1 km östlich von Laußnitz | Königsbrück-Ruhlander Heide, Lausitz-Riesengebirgsscholle Aufschluss, Steinbruch Granodiorit mit weißlich-grauer, grauer und schwarz gesprenkelter Farbe; porphyrischer Charakter; Findlinge im oberen Teil des Bruches (wollsackförmige Blöcke mit Grusmantel); Fehlen fremder Einschlüsse, häufige Vorkommen von Schlieren (erinnert an Stockgranite)                        | ND           |
| Steinbruch Schmelzberg (Bruch I und II) (Steinbruch Laußnitz)                                    |                | 1073      | Königsbrück, Laußnitz 1 km östlich von Laußnitz | Königsbrück-Ruhlander Heide, Lausitz-Riesengebirgsscholle Aufschluss, Steinbruch Der Granit ist weißlichgrau, grau und schwarz gesprenkelt | ND           |
| Steinbruch Hohendahl & Müller                                                                    |                | 1055      | Königsbrück, Laußnitz Nordöstlich von Laußnitz, 1 km südlich von Königsbrück, südwestlich Scheibischer Berg | Königsbrück-Ruhlander Heide, Lausitz-Riesengebirgsscholle Aufschluss, Steinbruch Das aufgeschlossene Gestein ist ein mittelkörniger grauweißer Granodiorit mit dunklen Kugelschlieren; im Steinbruch wurden zwei dunkle Lamprophyrgänge, von etwa 5cm Dicke, und ein Aplitgang, von 5 - 15 cm Mächtigkeit, beobachtet                                                          | ND           |
| Quarzitsteinbruch Caminaberg                                                                     |                | 145       | Königswartha, Commerau bei Klix Caminaberg, ca. 200 m südwestlich vom Koordinatenpunkt STUFA/AKA. 400 m südlich Piskoschkowatzschteich                                                                                            | Oberlausitzer Heide- und Teichgebiet, Lausitz-Riesengebirgsscholle Aufschluss, Steinbruch 2 Steinbrüche; grauweißer fester und feinkörniger Quarz; keine Schichtung und Schieferung; durch parallele Spaltrisse und viele regellos verlaufende Sprünge Gestein zerstückelt; sehr scharfkantige Bruchstücke                                                                     | FND          |
| Blösaer Tal                                                                                      |                | 155       | Kubschütz, Blösa An der Ortslage Blösa | Oberlausitzer Gefilde, Lausitz-Riesengebirgsscholle Relief / Landschaft Skalenartig enges Tal zwischen Blösa (steil abfallender Südrand des Granodioritplateaus von Kubschütz) und dem Weißiger Berg; Bach Wuischer Wasser eingechnitten | FND          |
| Mittelberg der Kreckwitzer Höhen                                                                 |                | 165       | Kubschütz, Kreckwitz 1 km nordwestlich von Kreckwitz | Oberlausitzer Gefilde, Lausitz-Riesengebirgsscholle Aufschluss Gleichmäßiger fein- bis mittelkörniger Biotitgranodiorit; im Gestein aplitische Gänge (als Lesesteine schneeweißer Farbe dokumentiert) | FND          |
| Bruch Neukubschütz                                                                               |                | 890       | Kubschütz Südlich von Neukubschütz, ca. 200 m südlich der B6 | Oberlausitzer Gefilde, Lausitz-Riesengebirgsscholle Aufschluss, aufgelassener Steinbruch Bruch Neukubschütz, gleichmäßig mittelkörniges Gestein, weiß bis bläulich und massig; seit 1939/40 stillgelegt, seit 1959 auflässig und mit Wasser gefüllt | unbekannt    |
| Gipfelklippen des Hromadnik                                                                      |                | 158       | Kubschütz, Pielitz 2 km südöstlich Rachlau | Oberlausitzer Bergland, Lausitz-Riesengebirgsscholle Aufschluss, Gipfelklippen Gleichmäßig mittelkörniger, massiger Lausitzer Grandodiorit, weißlich-bläulich; auf dem Döhlener Berg mächtige, ruinenhafte Felstürme als dicke Bänke mit Wollsackverwitterung, durch die Klüftung bedingt                                                                                      | FND          |
| Steinbruch am Hromadnik                                                                          |                | 888       | Kubschütz, Pielitz 2 km südöstlich Rachlau | Oberlausitzer Bergland, Lausitz-Riesengebirgsscholle Aufschluss, Steinbruch Steinbruch mit anstehendem Granodiorit, helle Farbe und gleichmäßig mittelkörnige Struktur; Absonderung in dicke Bänke; auf dem Döhlener Berg Felstürme mit Wollsackverwitterung; Steinbruch seit 1959 stillgelegt                                                                                 | unbekannt    |
| Steinbruch auf dem Bauerberg                                                                     |                | 160       | Kubschütz, Pließkowitz 700 m nordwestlich v. Kleinbautzen, östlich des Bauerberges | Oberlausitzer Gefilde, Lausitz-Riesengebirgsscholle Aufschluss, Steinbruch Steinbruch mit anstehendem mittel- bis kleinkörnigem Biotitgranodiorit; dunkle Kugelschlieren und Einschlüsse; Absonderung in flachen Bänken 0,5 - 3 m Dicke; Gestein gleichmäßig frisch und fest                                                                                                   | FND          |
| Czorneboh-Gipfel                                                                                 |                | 510       | Kubschütz, Rachlau bei Bautzen 1,5 km nordöstlich Gunewalde, 2 km südöstlich Rachlau am Nördlichen Kammweg im Schimmelbusch | Oberlausitzer Bergland, Lausitz-Riesengebirgsscholle Relief / Landschaft, Wollsackverwitterungsausbildung Identisch mit Geotop 157 | unbekannt    |
| Gipfelklippen des Czorneboh                                                                      |                | 157       | Kubschütz, Rachlau bei Bautzen 1,5 km nordöstlich Gunewalde, 2 km südöstlich Rachlau am Nördlichen Kammweg im Schimmelbusch | Oberlausitzer Bergland, Lausitz-Riesengebirgsscholle Aufschluss, Gipfelklippen Höchste Erhebung des oberlausitzischen Berglandes; Gipfelklippen 10 m Höhe, Breite und Längen 150 m; dünnplattige Absonderung; Klimabedingungen in Elster-Eiszeit (Härtlinge bei Verwitterung stehengeblieben) schuf heutige Klippen mit zum Teil Matratzenform                                 | FND          |
| Steinrücken Siebers Horka                                                                        |                | 156       | Kubschütz, Rachlau bei Bautzen In der Ortslage Rachlau | Oberlausitzer Gefilde, Lausitz-Riesengebirgsscholle Aufschluss | FND          |
| Quelle in der Laußnitzer Heide                                                                   |                | 881       | Laußnitz Laußnitzer Heide, Sparren=Kuhweg | Königsbrück-Ruhlander Heide, Lausitz-Riesengebirgsscholle Quelle | unbekannt    |
| Windschliff am Vierhufenweg (Vierhufenweg Laußnitz, Windschliff am Demitzer Granodiorit)         |                | 623       | Laußnitz Am südöstlichen Ortsausgang von Laußnitz | Königsbrück-Ruhlander Heide, Lausitz-Riesengebirgsscholle Aufschluss Windschliff am Demitzer Granodiorit | ND           |
| Kiestagebau Ottendorf (Kiesgrube)                                                                |                | 878       | Laußnitz, Ottendorf-Okrilla 3 km östlich Großdittmannsdorf in der Radeburger Heide | Königsbrück-Ruhlander Heide, Lausitz-Riesengebirgsscholle Aufschluss, Kiesgrube Kiestagebau Ottendorf | unbekannt    |
| Kleindittmannsdorf                                                                               |                | 874       | Lichtenberg, Kleindittmannsdorf 1 km nordöstlich Kleindittmannsdorf am Ostufer der Kleinen Röder | Westlausitzer Hügel- und Bergland, Lausitz-Riesengebirgsscholle Aufschluss Aufschluß parallelgeschichteter Sande; Flußtalablagerung aus dem Holozän; feine Sande im Gebiet von Geschiebesandkuppen und Flugsanden mehr sandig als lehmig, im Rödertalbett teilweise geröllreich                                                                                                | unbekannt    |
| Geologischer Lehrpfad Silbersee (Silbersee)                                                      |                | 14        | Lohsa, Litschen 300 m südlich Speicherbecken Lohsa im Bereich Womiatke, 700 m westlich Litschen | Oberlausitzer Heide- und Teichgebiet, Lausitz-Riesengebirgsscholle Aufschluss, Elsterkaltzeitliche Findlinge Insgesamt 82 pleistozäne Findlinge, als Lehrpfad angeordnet; quartäre Geschiebe | ND           |
| Eichberg in Weißig (Eichberg)                                                                    |                | 13        | Lohsa, Weißig 500–600 m südwestlich Weißig, 400 m nördl. der Verbindungsstraße Königswartha-Hermsdorf | Oberlausitzer Heide- und Teichgebiet, Lausitz-Riesengebirgsscholle Aufschluss Durchragung von Grapholithenschiefer als geologische Besonderheit; verschiedenfarbig gebänderte Schichten mit Quarzadern; in den Alaunschiefern Phosphoritknollen (Faustgröße) mit organischen Resten; Übergang zu obersilurischen Kalken und Tonschiefern                                       | ND           |
| Steinhügel                                                                                       |                | 901       | Malschwitz, Baruth 500 m östlich Baruth | Oberlausitzer Gefilde, Lausitz-Riesengebirgsscholle Relief / Landschaft, Rundhöcker Rundhöcker aus Biotitgranodiorit, fein- bis mittelkörnig | unbekannt    |
| Schafberg                                                                                        |                | 893       | Malschwitz, Baruth 1 km nordwestlich Baruth, 300 m westlich der Verbindungsstraße Baruth-Dubrauke | Oberlausitzer Gefilde, Lausitz-Riesengebirgsscholle Aufschluss Basaltbruch; größeres Basaltvorkommen mit Nephelinbasanit; Form einer Nord-Süd-streichenden Decke mit mehreren unregelmäßig welligen Kuppen; meist Absonderung in plumpen Säulen von 1 m Durchmesser; Ausbau eines mehrphasigen Schlackenkegels                                                                 | unbekannt    |
| Zschemelschka (Lausitzer Pfahl, Quarzriff)                                                       |                | 162       | Malschwitz, Doberschütz bei Niedergurig 300 m südlich Doberschütz, 100 m nördlich der B 156 | Oberlausitzer Gefilde, Lausitz-Riesengebirgsscholle Aufschluss Gangquarzzug, wie ein Riff in der Landschaft, in Nordwest-Südost-Richtung 12 - 15 m lang, 2 -25 m breit und bis 3 m hoch; milchigweißer, derber Quarz, stark zerklüftet; entstanden als Spaltenausfüllung auf einer Kluft (30 km) zwei aneinander verschobener Granitschollen                                   | FND          |
| Auenwald-Eisenberg                                                                               |                | 886       | Malschwitz, Guttau 600 m südöstlich Guttau | Oberlausitzer Gefilde, Lausitz-Riesengebirgsscholle Aufschluss, Steinbruch Auf dem Eisenberg Basalthügel mit mehreren Küppchen (siehe Geotop 723); auf der Westseite großer Steinbruch mit anstehndem Basalt; meist säulenförmige Ausbildung, im Steinbruch plattenförmig | NSG          |
| Eisenberg                                                                                        |                | 723       | Malschwitz, Guttau 800 m südwestlich Guttau | Oberlausitzer Gefilde, Lausitz-Riesengebirgsscholle Aufschluss Eisenberg: Basalthügel (500 x 600 m) von unregelmäßiger, elliptischer Gestalt; Erosionsrest eines ehemaligen Schlackenkegels mit Lavasee; besteht aus mehreren kleinen Küppchen; meist säulenförmige Ausbildung, im Steinbruch plattenförmig                                                                    | unbekannt    |
| Insel Radisch im Olbasee                                                                         |                | 151       | Malschwitz, Kleinsaubernitz Inselmitte 1 km nordwestlich Kleinsaubernitz im Olbasee | Oberlausitzer Gefilde, Lausitz-Riesengebirgsscholle Aufschluss Tertiäre fosssile Maarstruktur explosiver Vulkanismus; der Olbasee ist ein ehemaliger Maarsee; durch Bohrung KLS 1/70 bestätigt; im Untergrund Granodioritbrekzien; Insel Radisch Mitte 19. Jahrhunderts Braunkohleabbau, Grube geflutet, heute großer See                                                      | FND          |
| Teufelsstein                                                                                     | weitere Bilder | 159       | Malschwitz, Pließkowitz 1 km nordwestlich Kleinbautzen an der Verbindungsstraße Kleinbautzen-Pließkowitz, an der Nußallee | Oberlausitzer Gefilde, Lausitz-Riesengebirgsscholle Aufschluss, Felsenklippen Felsenklippen aus Biotitgranodiorit; mittel- bis grobkörniges Gestein porphyrisch, Granitblöcke mit künstlch erweiterten Vertiefungen auf der Oberfläche | FND          |
| Miltitzer Frosch (Rundhöcker Froschstein)                                                        | weitere Bilder | 620       | Nebelschütz, Miltitz bei Kamenz 300 m nordwestlich Miltitz; eventuell mit Geotop 621 identisch | Oberlausitzer Gefilde, Lausitz-Riesengebirgsscholle Relief / Landschaft, Rundhöcker Rundhöcker im Wald bei Mititz, etwa 4 m hoch und 7 m lang; Granodiorit wurde während der Elster-Kaltzeit durch das Inlandeis überformt; vom Eis abgescheuerter und geglätteter Felskopf; einer der besterhaltenen Rundhöcker der Oberlausitz                                               | ND           |
| Steinbruch Miltitz - Nord                                                                        |                | 1144      | Nebelschütz, Miltitz bei Kamenz Ca. 300 m südlich der Verbindungsstraße Kamenz - Panschwitz - Bautzen, etwa 1,5 km südwestlich des Ortes Miltitz                                                                                  | Oberlausitzer Gefilde, Lausitz-Riesengebirgsscholle Aufschluss, Steinbruch Im Steinbruch steht ein grobkörniger, porphyrartiger Biotitgranodiorit an; beobachtet wurden drei Lamprophyrgänge und ein Aplitgang, der aus Feldspat und Quarz besteht | unbekannt    |
| Steinbruch Velag                                                                                 |                | 1145      | Nebelschütz, Miltitz bei Kamenz Etwa 2 km westlich von Panschwitz, 300 m südlich der Straße Kamenz - Bautzen | Oberlausitzer Gefilde, Lausitz-Riesengebirgsscholle Aufschluss, Steinbruch Im Steinbruch steht ein grobkörniger, porphyrartiger Biotitgranodiorit an; im Südteil, an der Ostwand, tritt ein 0,4 m mächtiger Lamprophyrgang auf, der nach Norden ausklingt | unbekannt    |
| Galgenberg                                                                                       |                | 869       | Nebelschütz, Piskowitz bei Kamenz 700 m südwestlich Piskowitz | Oberlausitzer Heide- und Teichgebiet, Lausitz-Riesengebirgsscholle Aufschluss, Findlinge Findlinge (Quarzit) | unbekannt    |
| Rundhöckerlandschaft der Steinberge (Steinberge)                                                 |                | 618       | Nebelschütz, Räckelwitz 1,3 km westl. v. Neudorfel | Oberlausitzer Heide- und Teichgebiet, Lausitz-Riesengebirgsscholle Relief / Landschaft, Rundhöcker Granodioritkuppen mit gewölbten, glattgeschliffenen Gipfelflächen; Entstehung von Rundhöckern durch die Wirkung des nordischen Inlandeises; Glazialschrammen nicht erhalten geblieben; narbige Oberfläche infolge verschiedengradiger Widerstandsfähigkeit                  | ND           |
| Rundhöcker bei Wendischbaselitz (Steinberge)                                                     |                | 622       | Nebelschütz, Wendischbaselitz Nordöstlich Wendischbaselitz | Oberlausitzer Gefilde, Lausitz-Riesengebirgsscholle Relief / Landschaft, Rundhöcker Nach Koordinaten aus d. Feldern Hoch- und Rechtwert: auf TK keine Rundhöcker erkennbar - Geotopname bzw. Lage bei Befahrung festlegen ! | ND           |
| Steinbruch Liebsch                                                                               |                | 1151      | Nebelschütz, Wendischbaselitz Südwestlich der Ortschaft Wendisch - Baselitz, ca. 500 m von der Verbindungsstraße Kamenz -Crostwitz - Bautzen entfernt                                                                             | Lausitz-Riesengebirgsscholle Aufschluss, Steinbruch Im Bruch steht ein mittel- bis grobkörniger, porphyrartiger Biotitgranodiorit an; ein Lamprophyrgang, mit einer Mächtigkeit bis zu 1,5 m, wurde beobachtet | unbekannt    |
| Steinbruch Bernhard Frömmig (Steinbruch)                                                         |                | 1164      | Nebelschütz, Wendischbaselitz Etwa 1 km südlich des Ortes Wendisch - Baselitz, am Westhang des Steinberges, ca. 500 m westlich der Verbindungsstraße Wendisch-Baselitz -Miltitz                                                   | Oberlausitzer Gefilde, Lausitz-Riesengebirgsscholle Aufschluss, Steinbruch Im Steinbruch steht ein hellgauer, mittel- bis grobkörniger Biotitgranodiorit an; ein Lamprophyrgang wurde an der westlichen Bruchwand beobachtet, er ist stark zerstückelt, unfrisch und technisch unbrauchbar                                                                                     | unbekannt    |
| Geschiebelehrpfad Neschwitz                                                                      |                | 896       | Neschwitz 600 m östlich Neschwitz zwischen den Verbindungsstraßen Neschwitz-Lomske und Neschwitz-Calau | Oberlausitzer Heide- und Teichgebiet, Lausitz-Riesengebirgsscholle Geohist. Objekt, Geschiebelehrpfad, | unbekannt    |
| Binnendünenfeld bei Weißbach                                                                     |                | 633       | Neukirch, Weißbach bei Königsbrück 1,5 km westlich Weißbach | Königsbrück-Ruhlander Heide, Lausitz-Riesengebirgsscholle Relief / Landschaft, Binnendünen Kette langgestreckter, bis 10 m hoher Bodenwellen; helle, fast weiße Farbe; bei Nichtbepflanzung Weiterbewegung der Dünen; mehrere Vegetationsdecken übereinander, hier am besten ausgebildet                                                                                       | ND           |
| Grauwacke der Kamenzer Serie "Im Grund" (Weißbach im Grund)                                      |                | 455       | Neukirch, Weißbach bei Königsbrück 500 m südöstlich Weißbach | Königsbrück-Ruhlander Heide, Lausitz-Riesengebirgsscholle Aufschluss Grauwacke | ND           |
| Rotes Floß unterhalb vom Valtentalsee                                                            |                | 189       | Neukirch/Lausitz 1 km südlich Neukirch, 800 m nordöstlich Bahnhof Neukirch-W | Oberlausitzer Bergland, Lausitz-Riesengebirgsscholle Geohist. Objekt "Rotes Floß" ist ein Bach, der sich windungsreich in den Granodiorit eingeschnitten hat | FND          |
| Valtenberg                                                                                       |                | 846       | Neukirch/Lausitz 2 km südlich Neukirch im Hohwald | Oberlausitzer Bergland, Lausitz-Riesengebirgsscholle Aufschluss, Geröllhalde Glaziale Ablagerungen am Valtenberg (Feuersteinlinie); Gerölle des Pleistozäns | unbekannt    |
| Findling Obergurig                                                                               |                | 889       | Obergurig Ortsmitte | Oberlausitzer Bergland, Lausitz-Riesengebirgsscholle Aufschluss, Findling | unbekannt    |
| Tellerweg am Hirschberg                                                                          |                | 872       | Ohorn Am Tellerweg, 500 m nordöstlich Ortsausgang Ohorn | Westlausitzer Hügel- und Bergland, Lausitz-Riesengebirgsscholle Aufschluss Metamorphe Grauwacke des Tellerweges am Hirschberg; geologische Beschreiung wie Geotop 451 | ND           |
| Grauwacke am Hirschberg (Hirschberg, Gipfel)                                                     |                | 451       | Ohorn 700 m nordöstlich Ortsausgang Ohorn | Westlausitzer Hügel- und Bergland, Lausitz-Riesengebirgsscholle Aufschluss Isolierte Scholle von Biotitschiefer oder -felsen innerhalb des Lausitzer Granodiorites; in Nähe 2 aufgelassene Steinbrüche, in der Grauwacke ein Doleritgang und ein Erzgang mit Eisenspat, Pyrit, Kupferkeis und Magnetkies (pneumatol.-hydroth. Erzbildung)                                      | ND           |
| Langer Jesor (Langer Gieser)                                                                     |                | 667       | Oßling, Lieske bei Bernsdorf Zwischen Otterschütz und ehem. Tagebau Zeißholz | Königsbrück-Ruhlander Heide, Lausitz-Riesengebirgsscholle Relief / Landschaft, langgestreckte Bodensenke Gieser (= Jesor von wendisch Jesero: Sumpf, See) sind langgestreckte grabenarige Vertiefungen in geradlinigem oder gewundenem Verlauf über steilstehenden Braunkohleflözen (Stauchendmoräne) durch rascheren Zerfall der Braunkohle gegenüber dem Begleitsediment     | ND           |
| Schwarzer Jesor (Schwarzer Gieser)                                                               |                | 668       | Oßling, Lieske bei Bernsdorf Zwischen Otterschütz und ehem. Tagebau Zeißholz, westlich der Verbindungsstraße Lieske Zeißholz | Königsbrück-Ruhlander Heide, Lausitz-Riesengebirgsscholle Relief / Landschaft, Gieser (längliche Bodensenke) Gieser (= Jesor von wendisch Jesero: Sumpf, See) sind langgestreckte grabenarige Vertiefungen in geradlinigem oder gewundenem Verlauf über steilstehenden Braunkohleflözen (Stauchendmoräne) durch rascheren Zerfall der Braunkohle gegenüber dem Begleitsediment | ND           |
| Steinbruch Oßling                                                                                |                | 882       | Oßling Im Nordosten von Oßling | Königsbrück-Ruhlander Heide, Lausitz-Riesengebirgsscholle Aufschluss, Steinbruch Grauwacke der Kamenzer Serie; feinkörniges bis dichtes, graues, meist schwach violettgraues Gestein mit knotenführenden Lagen; Absonderung in unregelmäßigen polyedrischen Blöcken mittlerer Größe; 0,80 m mä. Lamprophyrgang, ebenfalls mit abgebaut                                         | ND           |
| Steinbruch Mennicke                                                                              |                | 1146      | Panschwitz-Kuckau, Cannewitz bei Kamenz Etwa 0,5 km südöstlich des Ortes Cannewitz bei Panschwitz; an der Straße Kamenz - Bautzen                                                                                                 | Oberlausitzer Gefilde, Lausitz-Riesengebirgsscholle Aufschluss, Steinbruch Der mittel- bis grobkörnige, porphyrartige Biotitgranodiorit hat eine weißlichgraue, grau und schwarz gesprenkelte Farbgebung; an der östlichen Bruchwand wurde ein Lamprophyrgang (0,5 m mächtig) beobachtet                                                                                       | unbekannt    |
| Lehndorf                                                                                         |                | 885       | Panschwitz-Kuckau, Lehndorf 1 km südöstlich Lehndorf | Lausitz-Riesengebirgsscholle Aufschluss Löß | unbekannt    |
| Durchbruchstal an der Neustädter Skala                                                           |                | 669       | Panschwitz-Kuckau, Ostro 800–900 m südwestlich Ostro | Oberlausitzer Gefilde, Lausitz-Riesengebirgsscholle Relief / Landschaft, fluviatiler Anschnitt Durchbruchstal in Grauwacke und Granodiorit | ND           |
| Kuckauer Skala                                                                                   |                | 670       | Panschwitz-Kuckau genaue Lage unbekannt | Oberlausitzer Gefilde, Lausitz-Riesengebirgsscholle Relief / Landschaft, Durchbruchstal Durchbruchstal in Granodiorit | ND           |
| Nördlich Eierberg                                                                                |                | 873       | Pulsnitz, Lichtenberg bei Bischofswerda Nördlich Eierberg, 1,3 km nordöstlich Lichtenberg, südl. der Verbindungsstraße Lichtenberg-Pulsnitz                                                                                       | Westlausitzer Hügel- und Bergland, Lausitz-Riesengebirgsscholle Aufschluss Lichtenberger Ziegelgrube (300 m NN) mit Abbau eines sandigen, ungeschichteten grauen Lehmes; zahlreiche, vergruste Geschiebe, wie einheimische Grauwacken, Granite (scharfkantig) und gerundete nord. Granite, Gneise, Flinte, Quarzite u. a.                                                      | FND          |
| Gipfelklippen des Keulenberges                                                                   | weitere Bilder | 638       | Pulsnitz, Oberlichtenau 2,3 km nordwestlich Oberlichtenau | Westlausitzer Hügel- und Bergland, Lausitz-Riesengebirgsscholle Aufschluss, Felsenklippen Kleinkörniges Gestein (sehr alt), Aufschmelzungsprodukt der Grauwacke (Anatexit); enthält Plagioglas, Quarz, Biotit und Kalifelsspat; mit schiefrigen Texturen; im mittleren Teil des Aufschlusses steil stehender Lamprophyrgang (basisch) mit scharfen Kanten                      | ND           |
| Lausitzer Hybridgranodiorit mit Mikrodioritgang                                                  |                | 506       | Pulsnitz, Oberlichtenau An der Oberschule Oberlichtenau | Westlausitzer Hügel- und Bergland, Lausitz-Riesengebirgsscholle Aufschluss Kersanit-Gang | ND           |
| Wetro                                                                                            |                | 895       | Puschwitz, Wetro 700 m östlich Guhra, 700 m südöstlich Puschwitz | Oberlausitzer Gefilde, Lausitz-Riesengebirgsscholle Aufschluss, Tagebaurestloch Tagebaurestloch | unbekannt    |
| Alte Kohlengrube Piskowitz                                                                       |                | 898       | Räckelwitz, Piskowitz bei Kamenz 500 m nordöstlich Wendischbaselitz an der Verbindungsstraße Wendischbaselitz-Piskowitz im Lugewald                                                                                               | Oberlausitzer Heide- und Teichgebiet, Lausitz-Riesengebirgsscholle Geohist. Objekt Alte Kohlengrube, abgesoffen (Badegewässer) | unbekannt    |
| Steinbruch Luttowitz (Steinbruch Claußen)                                                        |                | 1125      | Radibor, Luttowitz Ca. 1 km nördlich von Luttowitz, etwa 100 m westlich der Verbindungsstraße Luttowitz-Lomske-Milkel | Oberlausitzer Gefilde, Lausitz-Riesengebirgsscholle Aufschluss, Steinbruch Steinbruch mit anstehendem mittel- bis grobkörnigem Biotitgranodiorit, blau bis bläulichgrau; relativ frei von fremden Einschlüssen; porphyrartiges Gefüge durch große Feldspäte; Absonderung in flachen, ca. 2 m dicken Bänken                                                                     | unbekannt    |
| Ehemaliger Dioritbruch Brohna (Neu-Brohna)                                                       |                | 166       | Radibor, Neu-Brohna 800 m östlich Luppa, 600 m nordöstlich Neu-Brohna | Oberlausitzer Gefilde, Lausitz-Riesengebirgsscholle Aufschluss, Steinbruch Steinbruch mit mittelkörnigem graugrünem Diorit; Dioritgang Streichen ca. 20 ° NW; olivinhaltig mit zahlreichen erbsen- bis kopfgroßen rundlichen Konkretionen | FND          |
| Tongrube Merka-Quatitz                                                                           |                | 894       | Radibor, Quatitz Radibor, OT Merka, Großdubrau, OT Quatitz; unmittelbar östlich Merka | Oberlausitzer Gefilde, Lausitz-Riesengebirgsscholle Aufschluss, Tongrube Tertiäre Ton/Kaolingrube östlich von Merka; bis 5 m mächtige Tonlage über Braunkohlenflöz; weiß, bläulichgrau oder bläulichweiß und von reiner, plastischer Beschaffenheit; Kaolin, sandig, schluffig; im Kaolin Lamprophyrgang (verwittert)                                                          | unbekannt    |
| Flugsanddünen "Hunnenhügel" Wessel                                                               |                | 161       | Radibor, Wessel Nach Koordinaten nördlicher Ortsrand von Wessel; Flugsanddünen jedoch 1 km nördlich Wessel | Oberlausitzer Heide- und Teichgebiet, Lausitz-Riesengebirgsscholle Relief / Landschaft | FND          |
| Ziegeleiberg bei Neuschmerlitz                                                                   |                | 516       | Ralbitz-Rosenthal, Neuschmerlitz 1 km nordwestlich Schmerlitz, östlich der Verbindungsstraße Schmerlitz-Döbra | Oberlausitzer Heide- und Teichgebiet, Lausitz-Riesengebirgsscholle Aufschluss Granodiorit (grobkörnig porphyrische Variität von Kamenz-Wiesa) mit Hornblende-Porphyritgängen | ND           |
| Steinberge Neuschmerlitz (Rundhöckerlandschaft der Steinberge)                                   |                | 619       | Ralbitz-Rosenthal, Neuschmerlitz Koordinaten fraglich; Rundhöcker wahrscheinlich 200-400 m weiter südlich | Oberlausitzer Heide- und Teichgebiet, Lausitz-Riesengebirgsscholle Relief / Landschaft, Rundhöcker | ND           |
| FND Gipfelklippen Kälbersteine                                                                   | weitere Bilder | 148       | Schirgiswalde-Kirschau, Crostau 1,7 km östlich Schirgiswalde, 900 m nordöstlich Ellersdorf | Oberlausitzer Bergland, Lausitz-Riesengebirgsscholle Aufschluss, Felsenklippen, Gipfelklippen Gipfelklippen 205 m über der Talsohle; Lausitzer Granodiorit, bläulich-grau mit kleinkörnigem Gefüge; Klippen ca. 8 m hoch, mit herausgewitterten Resten periglazialer Abtragung der letzten Eiszeit                                                                             | FND          |
| FND Halbendorfer Horken                                                                          |                | 147       | Schirgiswalde-Kirschau, Halbendorf im Gebirge 800 m westlich Weigsdorf-Koblitz, 500 m nordwestlich Carlsberg | Oberlausitzer Bergland, Lausitz-Riesengebirgsscholle Aufschluss Basaltkuppe, schwarzes Gestein mit groß- und flachmusch. Bruch; kuppelförmige, der Oberflächenkontur konforme Anordnung; auf dem Gipfel horizontal, an d. Rändern nach außen geneigt; schlanke, sechsseitige Säulen, Durchmesser 10 - 20 cm (Steinbruch)                                                       | FND          |
| FND Burgberg Kirschau (Burgberg mit Trockenrasengesellschaft)                                    |                | 150       | Schirgiswalde-Kirschau, Kirschau Burg Körse 700 m westlich Kirschau bzw. im nordöstlich von Schirgiswalde | Oberlausitzer Bergland, Lausitz-Riesengebirgsscholle Aufschluss, Felsen Steilhängiger Umlaufberg an der Spree; kleinkörniger, zweiglimmeriger Lausitzer Granodiorit; zahlreiche Fremdeinschlüsse verleihen dem Gestein streifig-flasrige Struktur (Schlieren, Schmitzen) | FND          |
| Putzkauer Berg (Steinbruch Putzkau, Steinbruch Kutschke)                                         |                | 1091      | Schmölln-Putzkau, Putzkau Zwischen Schmölln und Putzkau, 600 m südlich der Unterführung nahe des Bahnhofes Schmölln, 1,5 km von Schmölln entfernt                                                                                 | Oberlausitzer Bergland, Lausitz-Riesengebirgsscholle Aufschluss, Steinbruch Steinbruch mit mittelkörnigem, hellgrauem Granodiorit (Westlausitzer); Gestein mit vielen kleinen Störungen, daher gute quadratische Teilbarkeit und gleichmäßig technisch einwandfreies Material                                                                                                  | unbekannt    |
| Steinbruch Grund                                                                                 |                | 1162      | Schmölln-Putzkau, Schmölln Am Südhang des Klosterberges, östlich des Nordausgangs von Schmölln | Oberlausitzer Bergland, Lausitz-Riesengebirgsscholle Aufschluss, Steinbruch Steinbruch mit anstehendem Westlausitzer Granodiorit (oder Demitzer Granodiorit); mittelkörnig, bläulichgrau; Schmelzen im Anschluß an die assyntische Faltung; durch die Klüftung Teilbarkeit in 3 Richtungen; wirtschaftliche Bedeutung                                                          | unbekannt    |
| Hraschken                                                                                        |                | 1148      | Schmölln-Putzkau, Schmölln Westlich des Klosterberges, 500 m vom nördlichen Ortsausgangs Schmölln | Oberlausitzer Bergland, Lausitz-Riesengebirgsscholle Aufschluss, Steinbruch Gleichmäßiger, fein- bis mittelkörniger, hellbläulichgrauer Biotitgranodiorit (Westlausitzer oder Demitzer Biotitgranodiorit); Schmelzen im Anschluß an die assyntische Faltung; ausgezeichnete Teilbarkeit; polierfähig; Steinbruch 1945 stillgelegt                                              | unbekannt    |
| Steinbruch Tröbigau (Steinbruch Opitz & Co.)                                                     |                | 1157      | Schmölln-Putzkau, Tröbigau Im südöstlich von Tröbigau | Oberlausitzer Bergland, Lausitz-Riesengebirgsscholle Aufschluss, Steinbruch Steinbruch mit grauweißem Biotitgranodiorit (Westlausitzer) und schwarzen Einsprengungen; faustgroße Kugelschlieren; Absonderung in unregelmäßigen Flachen Bänken (0,5 - 5 m); steil einfallende Klüfte und gute quaderartige Teilbarkeit, drei Lamprophyrgänge                                    | unbekannt    |
| Ihlenkuppen (Ihlenbusch)                                                                         |                | 627       | Schmorkau | Lausitz-Riesengebirgsscholle Relief / Landschaft, Endmoräne Zweikuppige Endmoräne | ND           |
| Grauwacke am Spitzberg (Spitzberg)                                                               |                | 457       | Schwepnitz, Bulleritz 600 m östlich Bulleritz | Königsbrück-Ruhlander Heide, Lausitz-Riesengebirgsscholle Aufschluss Grauwacke | ND           |
| Brackengrube (Kaolin mit fossilführendem Horizont)                                               |                | 606       | Schwepnitz 300 m östlich Schwepnitz | Senftenberg-Finsterwalder Becken und Platten, Lausitz-Riesengebirgsscholle Aufschluss Kaolin mit fossilführendem Horizont, Braunkohle mit Stubbenhorizont, Kaolin | ND           |
| FND Wolfssteine Sohland-Neusorge                                                                 |                | 168       | Sohland a. d. Spree, Neusorge 500 m nördlich Neusorge, 500 m östlich vom Frühlingsberg | Oberlausitzer Bergland, Lausitz-Riesengebirgsscholle Aufschluss Gleichmäßig-mittelkörniger Lausitzer Granodiorit, grau; bankig bis plattige und horizontale Absonderung; Verwitteungserscheinungen an den Klüften und Spalten (brauner, lockerer Grus); erleichtert den Abbau                                                                                                  | FND          |
| FND Katzenhübel Sohland-Neusorge                                                                 |                | 167       | Sohland a. d. Spree, Neusorge Am nordwestlich-Hang des Frühlingsberges | Lausitz-Riesengebirgsscholle Aufschluss Abbau eines Lamprophyrganges seit 1966; im Lausitzer Granodiorit | FND          |
| Steinbruch Grünhut                                                                               |                | 1130      | Sohland an der Spree 400 m südlich von Taubenheim, am Nordhang des Taubenberges | Oberlausitzer Bergland, Lausitz-Riesengebirgsscholle Aufschluss, Steinbruch Steinbruch mit anstehendem mittelkörnigem Biotitgranodiorit (Westlausitzer oder Demitzer Granodiorit); dunkle Einschlüsse; unregelmäßige Absonderung in 1 - 3 m Bänken; zwei Lamprophyrgänge im Bruch (0,2 und 0,9 m)                                                                              | unbekannt    |
| Krötenbruch                                                                                      |                | 1133      | Sohland an der Spree Am Westhang des Taubenberges, ca. 1 km südlich der Bahnlinie Neustadt - Ebersbach, 1,1 km südlich Taubenheim                                                                                                 | Oberlausitzer Bergland, Lausitz-Riesengebirgsscholle Aufschluss, Steinbruch Steinbruch mit anstehendem Lamprophyr, mittelkörnig; von gleichmäßiger Beschaffenheit, dunkelgrünlich-schwarz und grauweiß gesprenkelt; frisch und fest; 2 bis 3 m mächtige Bänke, an Oberfläche wollsackähnliche Blöcke (Findlinge)                                                               | unbekannt    |
| Funkenburg (Funkenberg)                                                                          |                | 1137      | Sohland an der Spree 800 m nördlich von Wehrsdorf | Oberlausitzer Bergland, Lausitz-Riesengebirgsscholle Aufschluss, Steinbruch Kleiner Steinbruch mit anstehendem mittelkörnigem Granodiorit; Gestein graue Farbe; Absonderung in 1 - 2 m³ großen Blöcken | unbekannt    |
| FND Halde am Hauptmannsschacht am Hohberg (Sohland)                                              |                | 169       | Sohland an der Spree auf dem Hohberg, südöstl. Von Sohland | Oberlausitzer Bergland, Lausitz-Riesengebirgsscholle Geohist. Objekt, Halde Halde; sulfidische Eisen-Nickel-Minerale als magmatische Ausscheidungsprodukte basischer Intrusivgänge (Lamprophyre) im Lausitzer Massiv; in diesem Vorkommen starke Mineralanreicherungen, gab Anlass zur Gewinnung                                                                               | FND          |
| Steinbruch Zimmerbeil                                                                            |                | 1129      | Sohland an der Spree 600 m südlich von Taubenheim, am Nordosthang des Taubenberges | Oberlausitzer Bergland, Lausitz-Riesengebirgsscholle Aufschluss, Steinbruch Steinbruch mit anstehendem Granodiorit; mittelkörnig mit schwarzen Einschlüssen; Absonderung in 0,5 - 4 m dicken Bänken; beste Teilbarkeit horizontal; Südwand 0,2 m mächtiger Lamprophyrgang | unbekannt    |
| Schalenbruch                                                                                     |                | 1131      | Sohland an der Spree Am Südhang des Taubenberges, ca. 1,3 km südlich der Bahnlinie Neustadt - Ebersbach, 1,5 km südlich Taubenheim                                                                                                | Oberlausitzer Bergland, Lausitz-Riesengebirgsscholle Aufschluss, Steinbruch Steinbruch mit hohen, glatten Wänden aus Granodiorit; Absonderung in regelmäßige, flach nach Westen einfallende Bänke, die nach der Tiefe an Dicke zunehmen (2 m); ein Lamprophyrgang, Dicke 0,2 bis 0,3 m                                                                                         | unbekannt    |
| Steinbruch Opitz & Co.                                                                           |                | 1128      | Sohland an der Spree 200 m nördlich Sohland, 700 m östlich vom südl. Ortsausgang Tännicht | Oberlausitzer Bergland, Lausitz-Riesengebirgsscholle Aufschluss, Steinbruch Steinbruch mit mittelkörnigem Biotitgranodiorit; gleichmäßig in Korngröße, Farbe und Mineralbestand; grauweiße Farbe; Absonderung und Gewinnung in unregelmäßigen Blöcken (0,5 - 2 m) mit guter quaderartiger Teilbarkeit                                                                          | unbekannt    |
| FND Wachtbergkuppe (Wachtberg, Wacheberg)                                                        | weitere Bilder | 171       | Sohland a. d. Spree, Taubenheim Nördlich von Niedertaubenheim und südlich der B 98 (zwischen Ellersdorf u. Lindenberg) | Oberlausitzer Bergland, Lausitz-Riesengebirgsscholle Aufschluss, Felsen, Steinbruch Kleiner Steinbruch; blauschwarzer Nephelinbasanit; Kontakt zum Laus; Granodiorit (Rosenhainer Granit); als unsymmetrische Quell- oder Staukuppe; fünf- bis sechsseitige Basaltsäulen senkrecht zum steil einfallenden Granodiorit                                                          | FND          |
| Steinbruch Obersteina (Steinbruch Schäfer)                                                       |                | 1088      | Steina Östlich Obersteina, östlich der Straße Möhrsdorf - Obersteina, südlich Gänseberg | Westlausitzer Hügel- und Bergland, Lausitz-Riesengebirgsscholle Aufschluss, Steinbruch Im Steinbruch ist ein grauweißer Biotitgranodiorit mit schwarzen Einsprengungen aufgeschlossen; an der NO-Wand sind wollsackähnliche Blöcke häufig | unbekannt    |
| Steinbruch am Haustein                                                                           |                | 1165      | Steina Nordwestlich von Obersteina, am Haustein | Westlausitzer Hügel- und Bergland, Lausitz-Riesengebirgsscholle Aufschluss, Steinbruch Im Steinbruch steht ein mittelkörniger Biotitgranodiorit an; im Steinbruch wurden zwei ca. 0,5 m mächtige Lamprophyrgänge beobachtet; in ihrer Nähe rostet der Granodiorit | unbekannt    |
| Birkenberg                                                                                       |                | 1167      | Steina Südlich von Obersteina (Widerspruch zum Koordinatenpunkt) | Westlausitzer Hügel- und Bergland, Lausitz-Riesengebirgsscholle Aufschluss, Steinbruch Anstehender mittelkörniger Biotitgranodiorit, grauweiß mit Kugelschlieren und Einschlüssen; Absonderung in regelmäßigen, flachen Bänken von 0,5 - 2 m Dicke; häufig 1-m³-Bänke; Bruch war 1960 auflässig                                                                                | unbekannt    |
| Schwedenstein (Schwendenstein)                                                                   |                | 504       | Steina 1,5 km nördlich Ohorn | Westlausitzer Hügel- und Bergland, Lausitz-Riesengebirgsscholle Aufschluss Isolierte Glimmerfels-Scholle als markante Erhebung des Lausitzer Berglandes; im Westlausitzer Granodiorit (Osthang) und Zweiglimmergranodiorit (Westseite); unterhalb des Gipfels kleiner, stillgelegter Steinbruch; im Glimmerfels mehrere granitoide Gänge                                       | ND           |
| Steinberg                                                                                        | weitere Bilder | 1143      | Steinigtwolmsdorf 700 m östlich Steinigtwolmsdorf, zwischen Steinigtwolmsdorf und Wehrsdorf am Nordhang des Höllenhübels | Oberlausitzer Bergland, Lausitz-Riesengebirgsscholle Aufschluss, Steinbruch Etwa 32 m mächtiger Lamprophyrgang Gang im mittelkörnigen Lausitzer Granodiorit; Abnahme der Mächtigkeit nach Südosten; dunkel bis grünlichschwarz, dunkelgrau gesprenkelt; Absonderung in flachen Bänken (2 - 6 m); steile Klüfte; zum Teil Wollsackverwitterung                                  | unbekannt    |
| Schanzberg (Kirschberg)                                                                          |                | 891       | Weißenberg, Belgern bei Bautzen 300 m westlich Belgern | Oberlausitzer Gefilde, Lausitz-Riesengebirgsscholle Aufschluss Ca. 100 m mä. Quarzgang; Spaltenausfüllung einer Granitkluft; Hauptkluftrichtung Nord-Süd; Entstehung wie Geotop 162; mit Gipfelkuppen und vereinzelten Felsen; weiß, zum Teil gelb oder rötlich gefärbt; weniger riffartig als Zschemelschka; stark zerklüftet                                                 | unbekannt    |
| Gröditzer Skala am Löbauer Wasser                                                                | weitere Bilder | 722       | Weißenberg, Gröditz bei Bautzen Zwischen Gröditz u. Weißenberg, 500–1000 m östlich Gröditz | Oberlausitzer Gefilde, Lausitz-Riesengebirgsscholle Relief / Landschaft 30 bis 40 m tief eingeschnittenes und ca. 2 km langes schluchtartiges Felsental (Engtal), in oberproterozoischer Laus. Grauwacke; steilgestellt durch spätere Faltungsvorgänge, in der Eiszeit (Elster- bis Saale) Taleinschnitt des Löbauer Wassers                                                   | NSG          |
| Südgipfel des Strohmberges mit Steinbruch (Stromberg, Südgipfel)                                 |                | 153       | Weißenberg, Särka 1 km südöstlich Särka | Oberlausitzer Gefilde, Lausitz-Riesengebirgsscholle Aufschluss, Felsen, Steinbruch NW-SE-streichend (Quell- und Staukuppe); säulenförmiger Basalt am Süd- und Nordgipfel durch Steinbrüche gut aufgeschlossen; Gestein dunkelgrünblau; häufige Granodioriteinschl.; z.T. steil einfallende, plattige Klüftung; siehe auch Geotop 154 !                                         | FND          |
| Steinbruch Thomas                                                                                |                | 1159      | Wilthen, Tautewalde 1,8 km südwestlich Tautewalde am Westhang des Dahrner Berges, 1,3 km nordöstlich Ringenhain | Oberlausitzer Bergland, Lausitz-Riesengebirgsscholle Aufschluss, Steinbruch Steinbruch mit mittelkörnigem Granodiotit;hellgraue Farbe; rundliche, mehrere Zentimeter große Einschlüsse; gute Bankung und quaderförmige Teilbarkeit; Gewinnung in Blöcken bis zu 0,5 m³ | unbekannt    |
| Steinbruch Katzer                                                                                |                | 1158      | Wilthen, Tautewalde Südlich Tautewalde, 700 m bis zur Verbindungsstraße Neukirch - Wilthen, am Nordwesthang des Dahrnerberges; 1,9 km nordwestlich Ringenhain, südwestlich Tautewalde                                             | Oberlausitzer Bergland, Lausitz-Riesengebirgsscholle Aufschluss, Steinbruch Steinbruch mit anstehendem fein- bis mittelkörnigem Lamprophyr; Gang streicht Nordwest-Südost; Farbe: dunkelgrün bis bläulichgrau; Absonderung in mehrere m³- Blöcken, die in verwittertem Material eingebettet sind                                                                               | unbekannt    |
| FND Eiszeitliche Sandgrube (Wilthen)                                                             |                | 172       | Wilthen 1,2 km östlich Wilthen, zwischen Wilthen und Kirschau | Oberlausitzer Bergland, Lausitz-Riesengebirgsscholle Aufschluss, Sandgrube Guter Aufschluß pleistozäner Schotter in der Cunewalde-Wilthener Wanne; Mächtigkeit der glazialen Sedimente bis 30 m | FND          |
| Steinbruch Dahrner Berg                                                                          |                | 174       | Wilthen 1,2 km nördlich Weifa, 800 m südlich Tautewalde | Oberlausitzer Bergland, Lausitz-Riesengebirgsscholle Aufschluss Dahrner Berg teils aus Granodiorit, teils aus Zweiglimmergranodiorit, mit zum Teil steilen Hängen; Steinbruch mit anstehedem mittelkörnigem Lamprophyr; kugelige Absonderung in Blöcken; gleichmäßiges Gefüge; tiefgreifende Verwitterung an der Spaltfläche                                                   | FND          |
| Dubringer Loch                                                                                   |                | 883       | Wittichenau, Dubring Der gesamte Dubringer Berg östlich der Ortslage Dubring stellt die Lagerstätte dar und enthält die Werksanlagen                                                                                              | Oberlausitzer Heide- und Teichgebiet, Lausitz-Riesengebirgsscholle Aufschluss, Steinbruch Steinbruch Grauwackenschiefer mit Chiastolith | FND          |